# Muzzano (Zwitserland)
Muzzano is een gemeente en plaats in het Zwitserse kanton Ticino, en maakt deel uit van het district Lugano. Muzzano telt 802 inwoners.

## Bekende inwoners
- Alis Guggenheim (1896-1958), kunstschilderes en beeldhouwster